# Oscar Hirsch
Salomon Oscar Hirsch, född 17 augusti 1847 i Stockholm, död 2 februari 1931 i Stockholm, var en svensk ingenjör och filantrop. Han var far till Axel Hirsch och bror till Isaak Hirsch.
Han var son till köpmannen Simon Hirsch av släkten Hirsch. Han studerade vid Konstakademiens arkitektskola och verkade därefter som järnvägsingenjör 1870-74. Från 1917 var han VD för tegelbruket Bockholms-Sättra AB i Ekerö socken. Han ägde huvudparten av detta. Vid sidan av sin verksamhet inom näringslivet engagerade han sig i välgörenhet i Stockholm. Han var exempelvis ordförande för Allmänna försörjningsinrättningen 1910-17. Framför allt engagerade han sig i bostadsförhållandena. Han var ordförande för Byggnadsaktiebolaget S:t Erik 1921-31 och för Stockholms arbetarhem från 1893. Vid hans död bodde 1 000 personer i de nio hus som uppfördes med honom som initiativtagare. 
Oscar Hirsch var med om att grunda Stiftelsen för gamla tjänarinnor 1883. Ett hem för kvinnliga psykiskt sjuka grundande han 1919, Stiftelsen Fanny Hirschs minne. Sedan 1877 var han gift med Fanny Pauline Saloman.